# 12729 Berger
12729 Berger è un asteroide della fascia principale. Scoperto nel 1991, presenta un'orbita caratterizzata da un semiasse maggiore pari a 2,4047436 UA e da un'eccentricità di 0,0455076, inclinata di 11,53949° rispetto all'eclittica.
L'asteroide è intitolato al medico tedesco Hans Berger, docente di neurologia e psichiatria all'Università di Jena e inventore dell'elettroencefalogramma.